# Ostrý potok (přítok Štěpánovického potoka)
Ostrý potok je levostranný přítok Štěpánovického potoka v okrese Třebíč v Kraji Vysočina. Délka toku měří 6,8 km. Plocha povodí činí 10,3 km².

## Průběh toku
Potok pramení pod vrchem Na Skalním (557 m) západně od Zárubic v nadmořské výšce 511 m. Potok teče kolem zbytků tvrze Lykodery. Dále potok teče směrem na západ a napájí Ostrý rybník. Jihozápadně od Boňova potok podtéká silnici II/401 a napájí rybníky Vlčák a Troubský. Asi 500 metrů severně od Jaroměřic nad Rokytnou se Ostrý potok zleva vlévá do Štěpánovického potoka v nadmořské výšce 422 m.